# Benito Ordax y Valbuena
Benito Ordax y Valbuena fue un médico español del siglo xix.

## Biografía
Nació a finales del siglo xviii en León e hizo sus estudios médicos en la Universidad de Salamanca. Estando en Extremadura, tuvo que expatriarse acabado el Trienio Liberal. Residió en París, Bruselas y Londres; se doctoró en la Universidad de Lovaina, fue médico del príncipe de Orange y alcanzó reputación en dichas ciudades, principalmente en la última por su labor durante una epidemia de cólera. Falleció en el exilio. Dice de él Luis Comenge y Ferrer que publicó interesantes monografías y que fue amigo del médico Mateo Seoane Sobral.